# Доронина (деревня)
Доронина — деревня в Вагайском районе Тюменской области, входит в состав Фатеевского сельского поселения.

## География
До центра поселения — села Фатеево — около 6 километров по шоссе. Автомобильное сообщение с центром района.

## Население
| 2010 |
| ---- |
| 1    |